# Аксел Уксеншерна
Аксел Густафсон Уксеншерна (на шведски: Axel Oxenstierna) е шведски граф, канцлер (1612-1654) при управлението на Густав II Адолф и дъщеря му Кристина и регент (1632-1644) при малолетието на Кристина.
Той е син на Густав Уксеншерна и Барбро Биелке, представител е на известен шведски аристократичен род. Получава теологично образование в Росток, Йена и Витенберг. От 1609 г. бързо навлиза в управлението на страната като член на риксрада - органа на едрата аристокрация. Именно риксрадът принуждава през 1611 г. току-що възцарилият се Густав ІІ да подпише декларация, с която ограничава правата на короната. Неочаквано Уксеншерна, който има важна роля в това действие, е назначен за канцлер и оттогава става верен поддръжник на краля във всяка негова стъпка във външната и вътрешната политика. Когато Густав ІІ Адолф отива да се бие срещу католиците в Германия в хода на Тридесетгодишната война (1618-1648), канцлерът го последва през 1631. На следващата година кралят е убит при Люцен и Уксеншерна поема командването. Изправен е пред множество проблеми - да намери пари за армията без да се превърне във френска марионетка (виж Ришельо), да се справи с амбициите на авторитетните генерали като Банер и Торстенсон. След поражението на шведите при Ньордлинген се връща в Швеция, за да ръководи войната от там, но не изпуска контрола. Той е отговорен и за кратката война срещу Дания (виж Шведско-датска война (1643-1645)), която носи на страната му значителни териториални придобивки. По Вестфалския мирен договор от 1648 г., договорен от шведска страна именно от Уксеншерна, Швеция не само придобива значителни владения в Померания, но и се утвърждава като авторитетна сила в Европа.
Първоначално във вътрешната политика като регент Уксеншерна се опитва да реформира управлението по начина замислен от покойния крал, чрез модернизация и оптимизиране. Младата кралица обаче гледа на него като на борец за увеличаване и гарантиране правата и богатството на аристократите за сметка на короната. До 1650 г. техните отношения непрекъснато се влошават, но това не намалява властта на канцлера, тъй като кралицата е съвсем млада и е жена. Кристина иска незабавно напускане на войната и отказва да се омъжи за Карл Густав, неин братовчед, но заявява, че ще му остави престола. Уксеншерна се противопоставя, страхувайки се, че амбициозният Карл (по-късно Карл X) ще възстанови абсолютизма за сметка на аристокрацията. Въпреки това през 1650 г. Кристина се възползва от икономическата криза и убеждава парламента да се съгласи с нея. Тя се съюзява с ниските съсловия – селяни, граждани и свещеници – и заплашва риксрада с радикални реформи. Когато към 1652 г. Уксеншерна отстъпва по всичките ѝ искания, отношенията им се подобряват. Когато той умира, семейството му продължава да контролира развитието на Швеция.
1. ↑  Axel Oxenstierna